# Église Saint-Martin de Petit-Niort (Mirambeau)
L’église Saint-Martin est une église catholique située à Mirambeau, en France.

## Localisation
L'église Saint-Martin est située à Petit-Niort, ancienne commune ayant fusionné avec Mirambeau peu après la Révolution. Elle est située dans le département de la Charente-Maritime, sur la commune de Mirambeau.

## Historique
Cette ancienne église priorale et paroissiale est une des rares du département à conserver des éléments pré-romans. Le mur nord de la nef est en effet en petit appareil, et présente la particularité d'être percé d'une petite baie en plein cintre dotée d'un claustrum, c'est-à-dire d'une fenêtre en pierre ajourée, caractéristique d'une époque où le verre était l'apanage des paroisses les plus riches. 

## Description
La crypte, assez fruste, voûtée en berceau, est également typique de ce type d'architecture. Une charte de cette époque permet de savoir que l'église est alors une dépendance de l'abbaye de Savigny, en Normandie. Partiellement reconstruite entre le XIe et le XIIe siècle, qui voit fleurir une forme particulière d'art roman appelé « roman saintongeais », elle est notamment dotée d'une façade avec portail unique à cinq voussures  et à cordon double, surmonté d'une série d'arcatures et de modillons. 
Des modifications importantes sont apportées à l'édifice au XVe siècle, soit qu'il ait été victime de dégâts pendant la guerre de Cent Ans (la région de Mirambeau, aux portes de la Guyenne, ayant été le théâtre d'âpres combats), soit que l'usure du temps ait imprimé trop fortement sa marque. Le chœur est modifié, et un collatéral dit « de la Vierge » est édifié au sud : il présente des baies au remplage compliqué, avec soufflets et mouchettes, caractéristique du gothique flamboyant. L'intérieur est divisé en trois vaisseaux par de grosses piles carrées. Seuls le chœur et la chapelle sud sont voûtés, le reste étant couvert d'une charpente apparente, de facture assez grossière. Elle est réduite à la fonction de grange à fourrage à la Révolution mais recouvre sa fonction en 1815.
La cloche, en bronze, date de 1631.Elle est classée au titre des monuments historiques depuis le 30 septembre 1911 au titre des objets.

## Protection
L'église Saint-Martin, dans sa globalité, est classée au titre des monuments historiques depuis le 4 juin 2002. Elle est ouverte au public depuis sa restauration par Philippe Villeneuve, architecte en chef des monuments historiques.

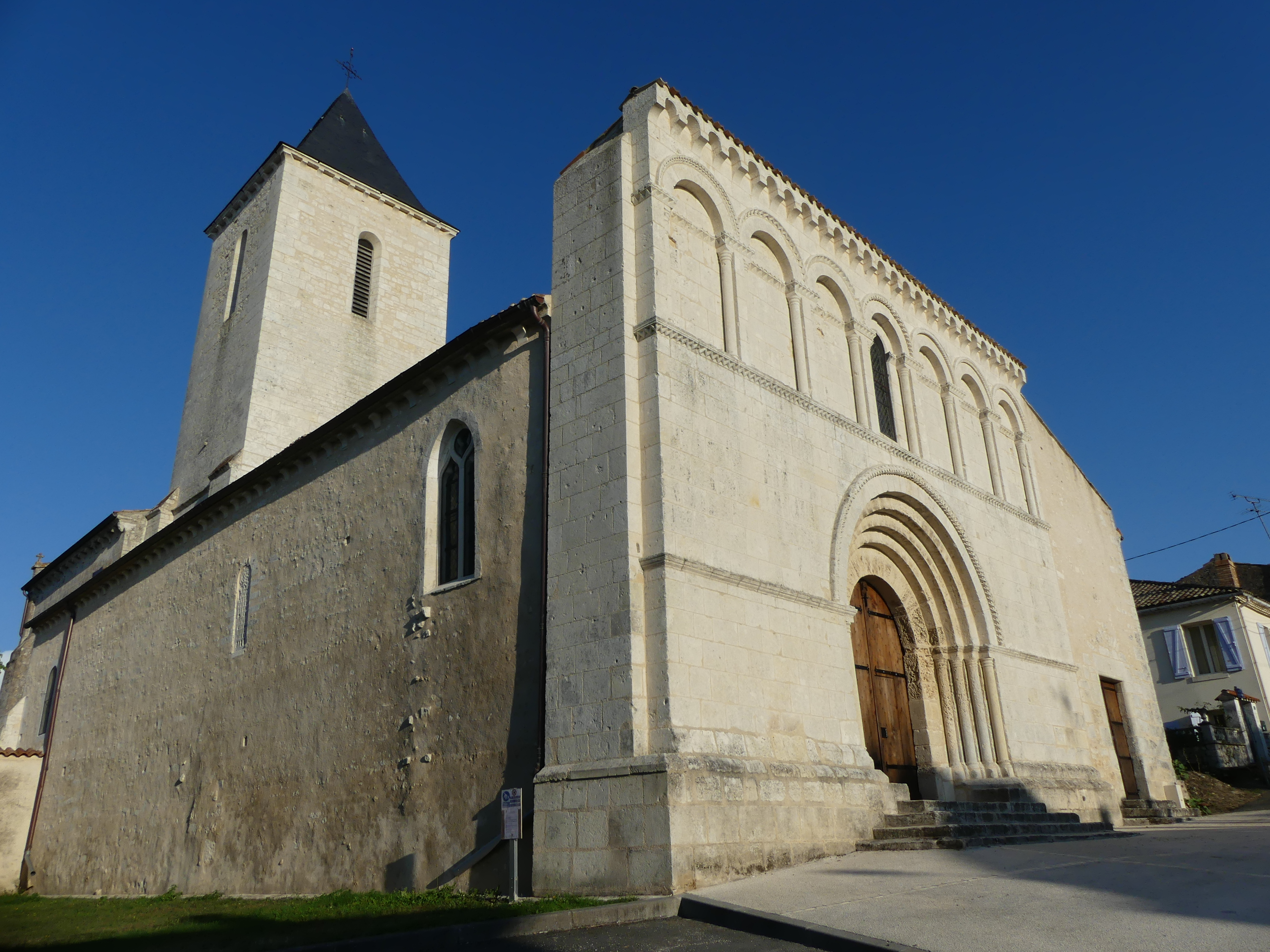
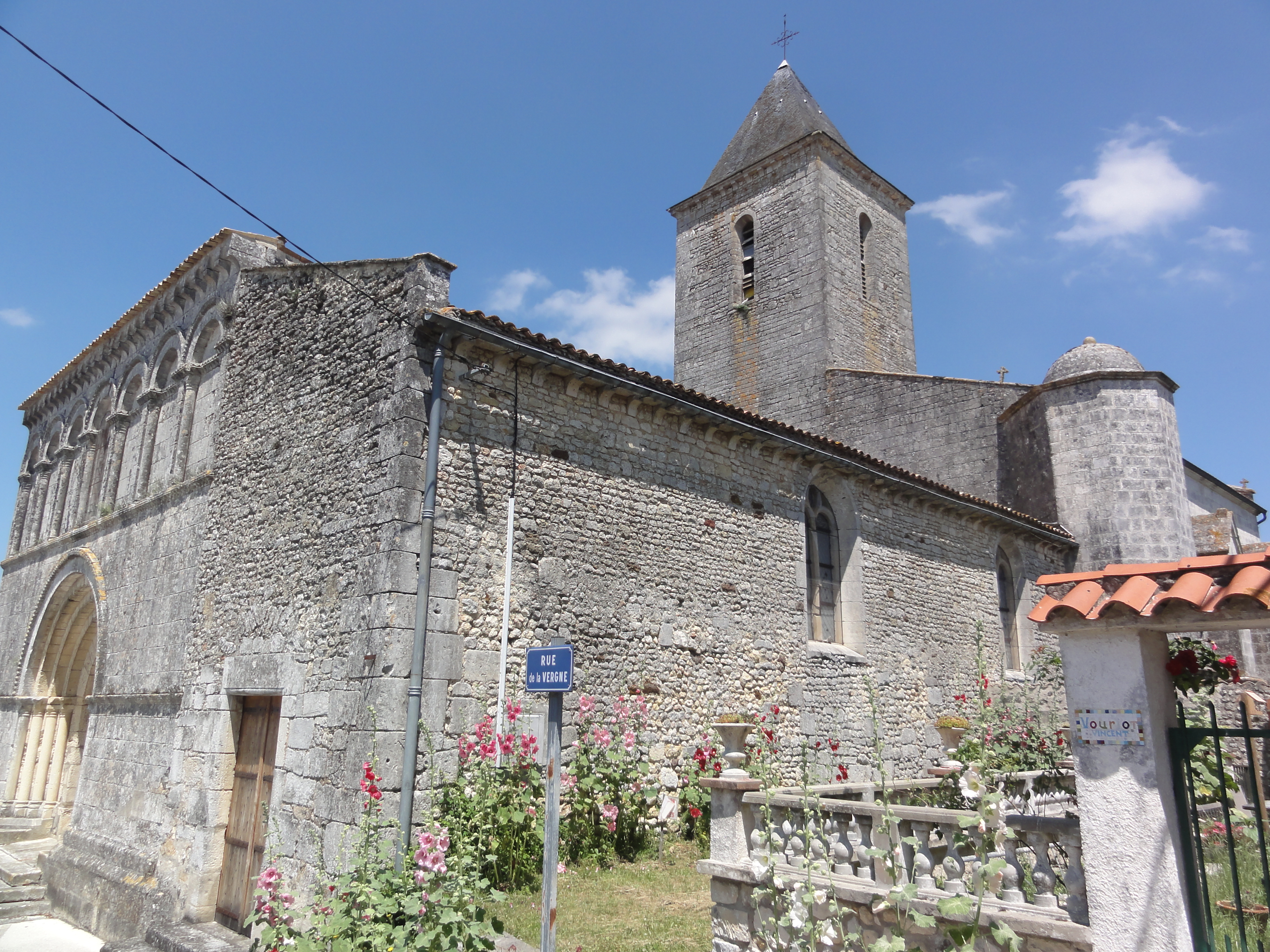
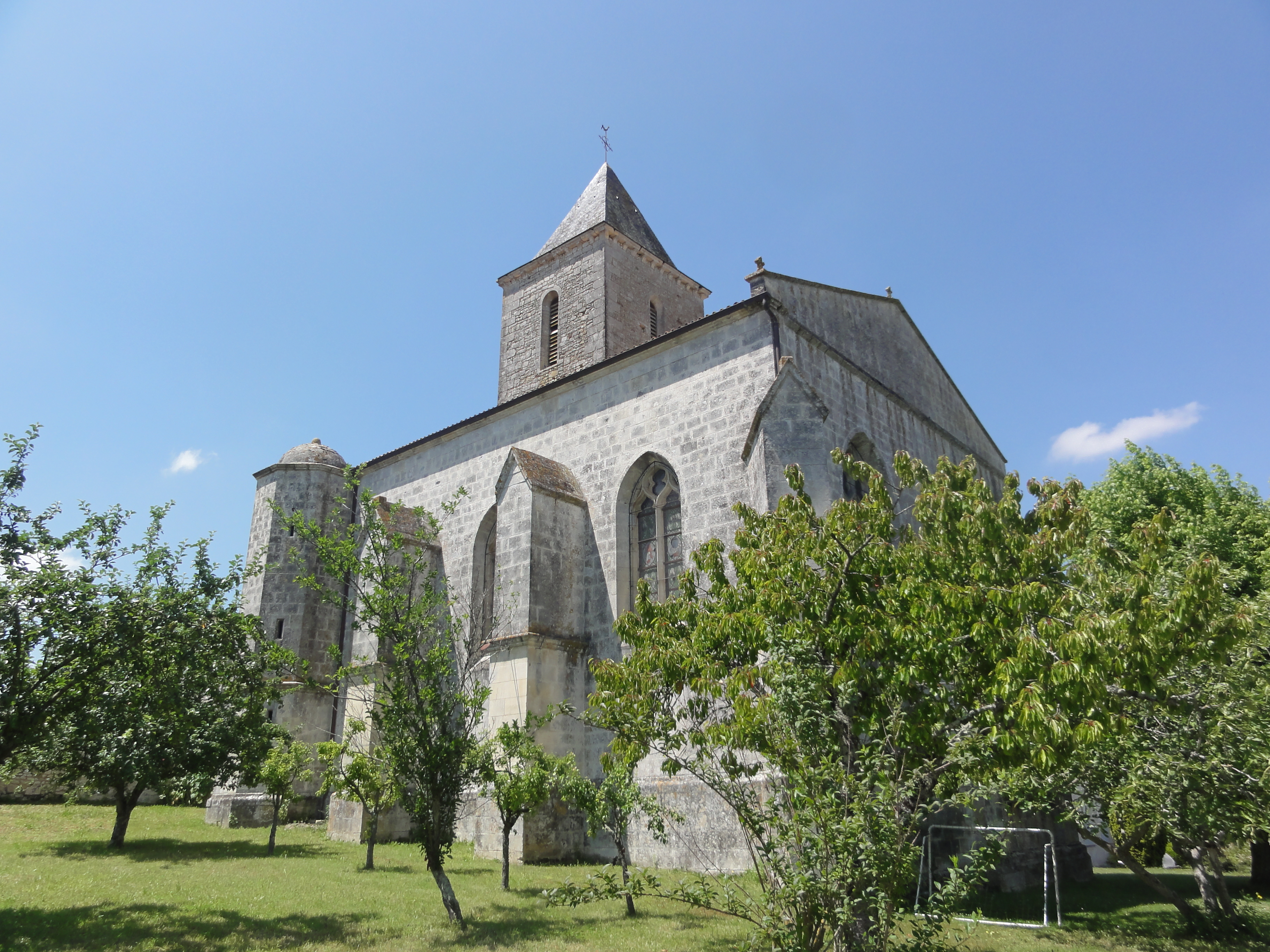
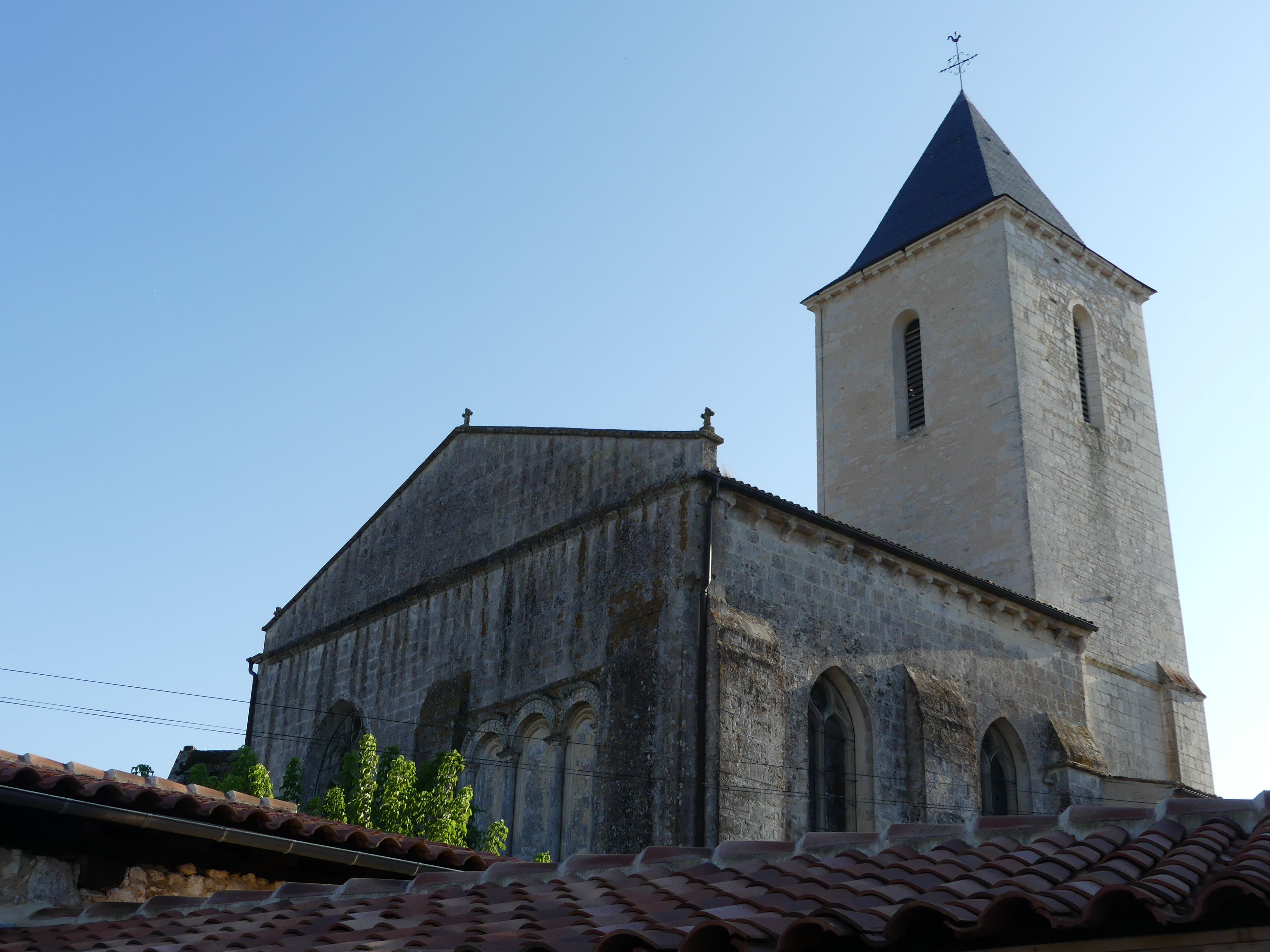